# Пешка (река)
Пешка — река в России, протекает в Усть-Кубинском районе Вологодской области. Устье реки находится в 8 км по правому берегу реки Шовеньга. Длина реки составляет 10 км.
Пешка берёт начало в лесу в 5 км к востоку от села Богородское (центра Богородского сельского поселения). Генеральное направление течения — юго-запад, крупных притоков нет. На реке стоят деревни Лаушинская (правый берег) и Тимофеевская (левый берег, нежилая). Пешка впадает в Шовеньгу на северной окраине деревни Афанасовская.

## Данные водного реестра
По данным государственного водного реестра России относится к Двинско-Печорскому бассейновому округу, водохозяйственный участок реки — озеро Кубенское и реки Сухона от истока до Кубенского гидроузла, речной подбассейн реки — Сухона. Речной бассейн реки — Северная Двина.
По данным геоинформационной системы водохозяйственного районирования территории РФ, подготовленной Федеральным агентством водных ресурсов:
- Код водного объекта в государственном водном реестре — 03020100112103000005245
- Код по гидрологической изученности (ГИ) — 103000524
- Код бассейна — 03.02.01.001
- Номер тома по ГИ — 03
- Выпуск по ГИ — 0